# Azad (rappeur)
Pour les articles homonymes, voir Azad.
Azad, de son vrai nom Azad Azadpour, né le 1er janvier 1974 à Sanandaj au Kurdistan iranien, est un rappeur allemand.

## Biographie

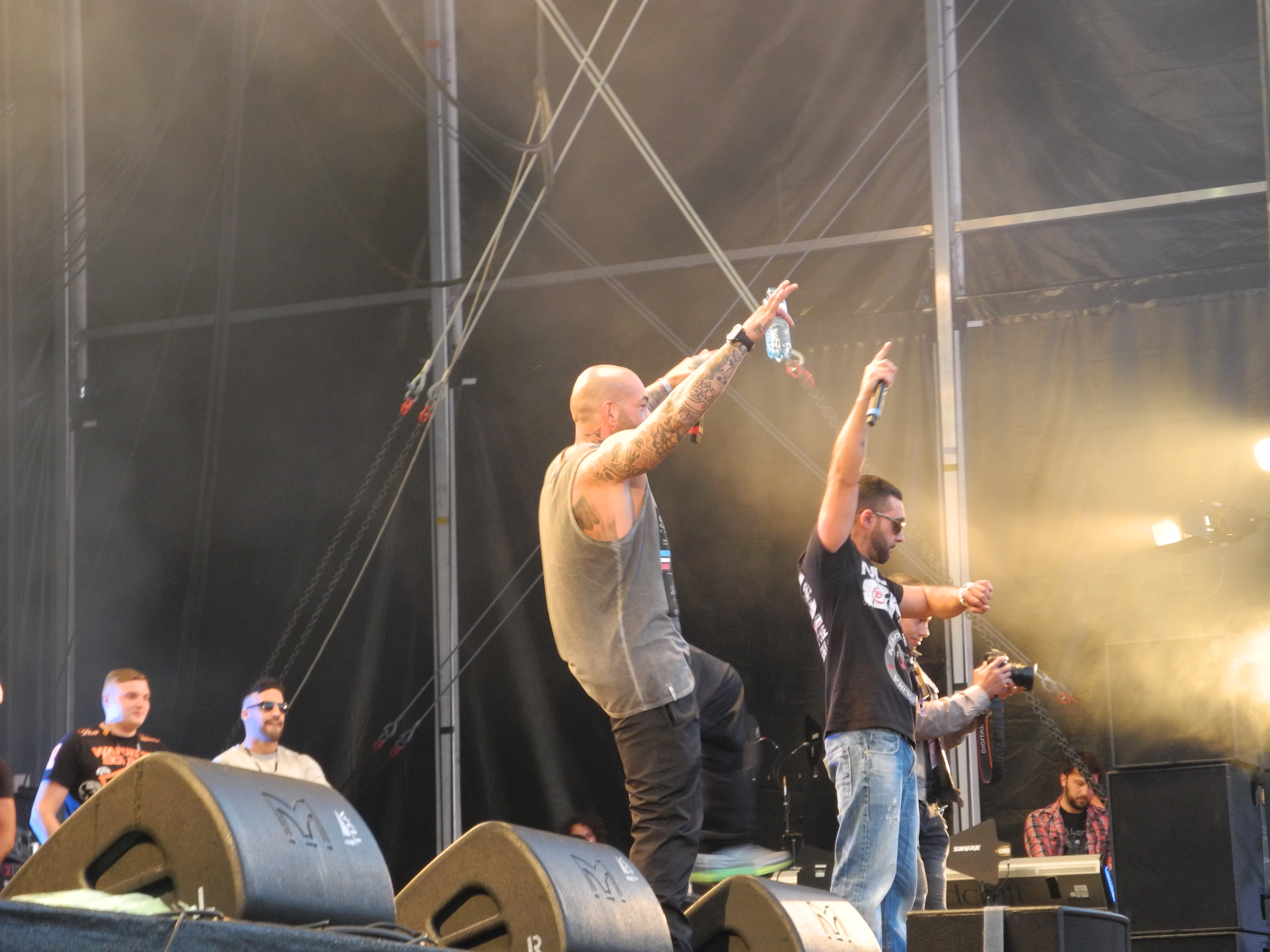
Azad (à gauche) et Jeyz au Out4Fame-Festival, en 2015.

Azad immigre en tant qu'enfant de réfugié kurde en Allemagne, à l'âge de 10 ans. En 1984, il entre pour la première fois en contact avec le hip-hop, d'abord avec le break dance, le graffiti et le rap, puis le beatboxing et la production musicale. En 1988, il se joint à D-Flame (Daniel Kretschmer), A-Bomb, et Combad pour former le groupe Cold-N-Locco, sous le surnom de Azazin. En 1990, Cold-N-Locco est rebaptisé Asiatic Warriors ; le groupe décide de chanter en anglais, en persan et en kurde, puis signe finalement au label Ruff'n'Raw pour sortir l'EP Told Ya!. Des divergences internes entre membres mènent à la séparation des Asiatic Warriors.
En solo, Azad publie son single Napalm/Heartcore en 2000. En 2001, il publie son premier album studio intitulé Leben. Il suit en 2003 d'un deuxième album intitulé Faust des Nordwestens. En 2004, Azad fonde sa propre société de production appelée Bozz Music, une branche urban d'Universal Music. Azad forme le groupe Warheit avec Sezai, Lunafrow, Jeyz et Chaker. Par la suite, une grande rivalité éclate entre le label Bozz Music et Aggro Berlin. Entretemps, Azad publie son troisième album Der Bozz en 2004 qui atteint le top 10 des classements en Allemagne. Cependant, le Bundesprüfstelle für jugendgefährdende Medien considère l'album trop violent et comme un « danger pour la jeunesse. »
En 2007, Azad publie la chanson Prison Break Anthem (Ich glaub’ an dich) (le thème de la série homonyme) qui fait participer Adel Tawil et Ich + Ich, et qui atteint les classements locaux. Le single compte 150 000 exemplaires vendus, et est certifié disque d'or.
Le 9 avril 2010, il publie le street album Azphalt Inferno 2 sur Groove Attack. Il y fait notamment participer STI, Brisk Fingaz, M3 & Noyd, Abaz, Gee Futuristic, et X-Plosive.
La suite de son premier album Leben, intitulée Leben II, est publiée le 15 janvier 2016.

## Albums
- 2001 : Leben
- 2003 : Faust des Nordwesten
- 2004 : Der Bozz
- 2006 : Game Over
- 2007 : Block schrift
- 2009 : Azphalt Inferno
- 2009 : Assassin
- 2010 : Azphalt Inferno II